# 알제 원정 (1516년)
1516년 알제 원정은 스페인 제국과 테네스의 통치자가 신생 알제 술탄국을 전복시키려는 목적으로 공동 원정군을 꾸려 알제에 파견했다가 실패로 돌아간 군사작전이이다.
당시 오루츠 레이스가 알제 국왕을 처형하고 권력을 획득한 사건이 있었다. 스페인은 테네스의 통치자와 함께 레이스를 몰아내고 옛 왕자의 아들을 옹립시키고자 하였다. 이 때 파견된 스페인-테네스 공동 원정군의 규모는 테네스의 무어인 10,000명, 스페인 병력 10,000명~15,000명에 달했다. 알제 저항군의 병력은 1,500명에 불과했다.
1516년 스페인 함대가 알제로 선수를 돌려 침공을 개시하였다. 그러나 이동 과정에서 만난 폭풍으로 함선이 크게 파손되는 일이 있었다. 폭풍에서 살아남은 병사들이 알제에 도달하자 하이레딘 바르바로사가 지휘하는 저항군의 공격으로 별다른 전투 없이 패주하게 되었다.
이 작전의 실패로 스페인군의 사상자는 3,000명, 포로는 400명에 달했다. 전체적으로 손실을 본 병력 규모는 총 8,000명에 달했다. 반면 알제리군의 사상자는 거의 없었다.

## 같이 보기
- 알제 원정 (1519년)